# Bolbocaffer stercorosum
Bolbocaffer stercorosum är en skalbaggsart som beskrevs av Louis Albert Péringuey 1901. Bolbocaffer stercorosum ingår i släktet Bolbocaffer och familjen Bolboceratidae. Inga underarter finns listade.